# یک دستور چند داده
در رایانش یک دستور چند داده (انگلیسی: SIMD) به معنی دستور تنها، رشتهٔ دادهٔ چندگانه کلاسی از رایانش موازی در طبقه‌بندی فلین می‌باشد. این اصطلاح، رایانه‌هایی را با چندین عناصر پردازش توصیف می‌نماید که یک عملیات را به صورت همزمان بر روی چندین داده انجام می‌دهند. بنابراین، چنین دستگاه‌هایی از داده‌ها در سطح موازی بهره‌وری می‌کند.
|            | یک دستورالعمل            | چندین دستورالعمل          | یک برنامه                 | چندین برنامه               |
| ---------- | ------------------------ | ------------------------- | ------------------------- | -------------------------- |
| یک داده    | یک دستور یک داده (SISD)  | چند دستور یک داده (MISD)  |                           |                            |
| چندین داده | یک دستور چند داده (SIMD) | چند دستور چند داده (MIMD) | یک برنامه چند داده (SPMD) | چند برنامه چند داده (MPMD) |

"یک دستور چند داده" به طور کلی در کارهای معمولی استفاده می‌شود مانند تنظیم کنتراست تصاویر دیجیتالی یا تنظیم شدت صدای دیجیتالی. طراحی بیشتر سی‌پی‌یوهای مدرن شامل دستورالعمل‌های "یک دستور چند داده" می‌باشند تا بتوانند اجرای استفادهٔ چندرسانه‌ای را ارتقا بخشند.